# Daphniphyllum beddomei
Daphniphyllum beddomei là một loài thực vật có hoa trong họ Daphniphyllaceae. Loài này được Craib miêu tả khoa học đầu tiên năm 1916.